# 葛先才
葛先才（1904年—1997年）生於西元1904年；湖北漢川人，黃埔軍校第四期學生，歷任國民革命軍第十軍獨立師排、連、營、團長。他自黃埔四期畢業後，即帶兵打仗，葛先才將軍在中日抗戰期間，參與過無數次殘酷的戰役，先後參加北伐戰爭、淞滬抗戰、徐州會戰、常德會戰、武漢會戰和衡陽保衛戰。戰場經驗豐富，可謂軍事天才，因而對陸軍大學的教育，多少有些藐視心理，譏他們是在紙上談兵
。

## 生平
歷任國民革命軍第十軍獨立師排、連、營、團長。他自黃埔四期畢業後，即帶兵打仗，葛先才將軍在中日抗戰期間，參與過無數次殘酷的戰役，先後參加北伐戰爭、淞沪会战、徐州會戰、常德會戰、武漢會戰和衡陽會戰。戰場經驗豐富，可謂軍事天才，因而對陸軍大學的教育，多少有些藐視心理，譏他們是在紙上談兵。

### 長沙會戰
在第三次长沙会战中，他擔任預十師團長，奉命守備長沙，防衛長沙南門城外，歷經一星期的激戰，日軍兵臨城下又配合空軍展開激烈的戰鬥，傷亡急速增加，在長沙戰役危在旦夕之際，葛先才棄守為攻發起衝鋒，使日軍驚慌潰敗，建立了長沙第三次大捷之基。當日獲蔣委員長令，晉升少將。

### 衡陽會戰
葛先才于衡陽會戰期間擔任第十軍預十師師長，全軍一共有七個團他任師長，面對日軍主攻，會戰前六個月，國軍第十軍解常德之圍傷亡近半（預十師師長孫明瑾將軍陣亡，副師長葛先才將軍因子彈距心臟一公分穿胸而過負重傷），返防衡山，只有一萬七千六百餘人，七個團的兵力。六月初，奉命守備衡陽，堅守陣地，血戰47天，獲頒青天白日勳章。衡陽會戰中期後，有五個團和軍直屬部隊，都撥交葛先才將軍指揮，在衡陽會戰中期獲頒青天白日勳章
。

### 第二次国共战争
军事委员会少将高参。1946年起任第二十八軍一九二旅少將旅長，整编第二十三軍第192師師長，整編第二十八師副師長，中华民国国防部中將部員。1949年赴台灣。